# Кшиштоф Бульський
Кшиштоф Бульський (пол. Krzysztof Bulski; 12 лютого 1987, Ченстохова — 17 грудня 2020) — польський шахіст, гросмейстер (2012).

## Шахова кар'єра
У шахи почав грати в сім років (клуб «Залізничник» у Ченстохові). Двічі, в 1998 і 2000 роках став призером Міжнародного турніру шахових талантів в Кельцях. 2001 року посів третє місце на національному чемпіонаті серед юніорів до 14 років в Покшивне. З 2005 року представляв клуб «Гетьман» Катовиці. У 2006 і 2007 роках був призером (відповідно бронзовим та срібним) національного чемпіонату з шахів серед юніорів до 20 років у Сьроді-Великопольській. У 2007 році поділив друге місце разом з Клаудіушем Урбаном, Віталієм Козяком і Леонідом Волошиним на XV Міжнародному турнірі пам'яті Емануеля Ласкера в Барлінеку. Того ж року представляв Польщу на чемпіонаті світу серед юніорів до 20 років у Єревані. У 2010 році виступив у фіналі чемпіонату Польщі, посівши 23-тє місце, виграв чемпіонат Гессена в Бад-Фільбелі і здобув у Познані звання чемпіона Польщі серед студентів. 2011 року посів 2-ге місце на міжнародному турнірі в Заєзові (Словаччина), виконав дві гросмейстерські норми під час Чемпіонату шахової Бундесліги Німеччини та шахового турніру на літній Універсіаді в Шеньчжені. Третю гросмейстерську норму виконав під час фіналу першості Польщі у Варшаві у 2012 році. Того ж року на чемпіонаті світу серед студентів у Гімарайнші здобув дві срібні медалі (в індивідуальному і командному заліку). У 2013 році виграв срібну медаль на чемпіонаті Польщі з бліцу в Бидгощі.
Максимальний рейтинг Ело мав станом на 1 липня 2012 року, набравши 2554 очки займав тоді 15-те місце серед польських шахістів.
Причини передчасної смерти шахіста не повідомляли.

## Зміни рейтингу
| На цьому місці має відображатися графік чи діаграма, однак з технічних причин його відображення наразі вимкнено. Будь ласка, не видаляйте код, який викликає це повідомлення. Розробники вже працюють для того, щоби відновити штатне функціонування цього графіка або діаграми. | |
| | На цьому місці має відображатися графік чи діаграма, однак з технічних причин його відображення наразі вимкнено. Будь ласка, не видаляйте код, який викликає це повідомлення. Розробники вже працюють для того, щоби відновити штатне функціонування цього графіка або діаграми. |